# Rudnik (gemeente in powiat Krasnostawski)
De gemeente Rudnik is een landgemeente in het Poolse woiwodschap Lublin, in powiat Krasnostawski.
De zetel van de gemeente is in Rudnik.
Op 30 juni 2004 telde de gemeente 3605 inwoners.

## Oppervlakte gegevens
In 2002 bedroeg de totale oppervlakte van gemeente Rudnik 88,4 km², waarvan:
- agrarisch gebied: 86%
- bossen: 9%

De gemeente beslaat 7,77% van de totale oppervlakte van de powiat.

## Demografie
Stand op 30 juni 2004:
| Omschrijving                   | Totaal | Totaal | Vrouwen | Vrouwen | Mannen | Mannen |
| ------------------------------ | ------ | ------ | ------- | ------- | ------ | ------ |
| eenheid                        | aantal | %      | aantal  | %       | aantal | %      |
| inwoners                       | 3605   | 100    | 1841    | 51,1    | 1764   | 48,9   |
| bevolkingsdichtheid (inw./km²) | 40,8   | 40,8   | 20,8    | 20,8    | 20     | 20     |

In 2002 bedroeg het gemiddelde inkomen per inwoner 1229,96 zł.

## Plaatsen
Bzowiec, Joanin, Kaszuby, Majdan Borowski Pierwszy, Majdan Kobylański, Majdan Łuczycki, Maszów, Mościska, Płonka, Płonka Poleśna, Równianki, Rudnik, Suche Lipie, Wierzbica.

## Aangrenzende gemeenten
Gorzków, Izbica, Nielisz, Sułów, Turobin, Żółkiewka